# Tariq Ali
Tariq Ali (urdú: طارق علی) (Lahore, 21 d'octubre de 1943) és un historiador, novel·lista, realitzador cinematogràfic, intel·lectual públic, activista polític i crític britànic-pakistanès. És membre del comitè editorial de les revistes New Left Review i Sin Permiso, i col·laborador habitual de The Guardian, CounterPunch
 i London Review of Books.
És autor de diversos llibres, entre els quals es troben Pakistan: Military Rule or People's Power (1970), Can Pakistan Survive? The Death of a State (1991), Pirates of the Caribbean: Axis of Hope (2006), Conversations with Edward Said (2005), Bush in Babylon (2003), Clash of Fundamentalisms: Crusades, Jihads and Modernity (2002), A Banker for All Seasons (2007), The Duel (2008) i The Obama Syndrome (2010).

## Naixement i inicis del seu activisme
Ali va néixer i es va criar a la ciutat de Lahore, part de l'Índia Britànica a l'època del seu naixement, el 1943, i que passà a formar part de l'estat independent del Pakistan quatre anys més tard. És el fill del periodista Mazhar Ali Khan i l'activista Tahira Mazhar Ali Khan, filla al seu torn de Sir Sikandar Hyat Khan, líder de la Lliga Musulmana Unionista i més tard Primer Ministre del Panjab de 1937 a 1942.
En paraules seves, els seus dos pares "provenien tots dos d'una família molt antiga, rància, feudal". El seu pare havia tallat amb les conviccions familiars en política a la seva època d'estudiant, adoptant el comunisme i l'ateisme. La seva mare, provinent del mateix àmbit familiar, també es va radicalitzar en conèixer el seu marit. Si més no, Tariq Ali va aprendre els fonaments de l'islam juntament amb el pensament ateu per tal de poder-li plantar cara. En l'obra Islam, Empire and the Left: Conversation with Tariq Ali, l'autor declara: "Vaig créixer com ateu. No ho converteixo en un secret. Era acceptable. De fet, quan hi penso retrospectivament, cap dels meus amics era creient. Cap d'ells era religiós, potser alguns d'ells eren creients. Però molt pocs eren religiosos en temperament."
Estudiant a la Universitat del Panjab, va organitzar manifestacions contra la dictadura militar de Pakistan. L'oncle matern d'Ali era el cap de la Intel·ligència Militar del règim i va advertir els seus pares que si no parava de criticar el govern es trobaria amb problemes. Els seus pares decidiren doncs enviar-lo fora del Pakistan, i es va decidir per l'Exeter College d'Oxford (Anglaterra) on estudià filosofia, política i econòmiques. L'any 1965 va ser elegit president de l'Oxford Union. Durant el seu temps com a membre d'aquesta societat, es va reunir amb Malcolm X qui va expressar-li greus preocupacions de ser assassinat.

## Carrera
La seva figura pública va començar a despuntar durant la Guerra de Vietnam, participant en debats amb personatges com Henry Kissinger i Michael Stewart. Va ser testimoni al Tribunal Russell sobre la involucració dels Estats Units d'Amèrica al Vietnam. Amb el pas dels anys, la postura d'Ali s'ha tornat més crítica envers la política exterior americana i israeliana. La seva obra satírica també és reconeguda. Ha estat molt crític amb el suport dels Estats Units a règims militars en lloc de a la democràcia al Pakistan. El 1968 va ser un dels manifestants davant l'ambaixada americana a Londres contra el conflicte a Vietnam.
Ali va ser un membre actiu de la Nova Esquerra de la dècada del 1960, i se l'ha associat des de fa temps amb la New Left Review. Atret per la política socialista i revolucionària a partir de la seva relació amb el diari The Black Dwarf, es va unir a un partit trotskista, l'International Marxist Group (IMG) el 1968. Aviat ascendí al lideratge d'aquest partit i fou membre del comitè executiu internacional de la renovada Quarta Internacional. Ha estat amic de personalitats de primera línia com Malcolm X, Stokely Carmichael, John Lennon i Yoko Ono.
El 1967 Ali va visitar Camiri, a Bolívia, a un emplaçament proper al lloc on Che Guevara fou capturat, per a presenciar el judici de Régis Debray, i va ser acusat de ser un revolucionari cubà per les autoritats del país. Ali hi digué "Si em tortureu tota la nit i sé parlar castellà al matí us estaré agraït la resta de la meva vida."
Durant aquest període va ser un candidat per l'IMG al districte electoral de Sheffield Attercliffe (Sheffield) a les eleccions generals britàniques de 1974 i fou coautor del llibre il·lustrat Trotsky for Beginners ("Trotski per a principiants"). Amb la dissolució de l'IMG l'any 1981 els seus membres van entrar al Partit Laborista, i el seu partit anterior va ser proscrit. Molts dels seus membres originals van abandonar l'activisme a l'esquerra revolucionària i començaren a donar suport a Tony Benn com a líder laborista.
El 1990 va publicar la sàtira 'Redemption, on criticava la incapacitat dels trotskistes de gestionar la caiguda del bloc comunista. El llibre fa paròdia de moltes figures conegudes del moviment trotskista.
El seu llibre Bush in Babylon critica la invasió d'Iraq de 2003 i la política del president estatunidenc George W. Bush, tot fent servir un estil únic que inclou poesia i assaigs crítics mostrant el gran error de la guerra iraquiana, proposant que el nou govern país caurà inevitablement. A la seva obra Clash of Fundamentalism, Ali situava els esdeveniments entorn dels atemptats de l'11 de setembre de 2001 en perspectiva històrica, recorrent a la història de l'islam des dels seus orígens.
L'autor ha estat sempre crític de la política econòmica de signe neoliberal de l'actualitat i va ser present al Fòrum Social Mundial de Porto Alegre (Brasil), un fou un dels 19 sotasignants del Manifest de Porto Alegre. Ali és un seguidor de la Revolució Bolivariana de Veneçuela.
Se l'ha anomenat "la suposada inspiració" de la cançó dels Rolling Stones Street Fighting Mann, enregistrada el 1968. La cançó de John Lennon Power to the People va ser inspirada per una entrevista del cantant a Ali.
En un article publicat a CounterPunch respongué a la controvèrsia sobre l'islam del papa Benet XVI dient: "Aquest bavarès és un clergue reaccionari agressiu. Crec que sap el que diu i per què. En un món neoliberal que pateix de degradació mediambiental, fam, repressió, un "planeta de xaboles" (en la frase ben gràfica de Mike Davis), el Papa decideix insultar el fundador d'una fe rival. La reacció al món musulmà ha estat previsible, però deprimentment insuficient."
El novembre de 2014 va signar el manifest «Deixin votar els catalans», juntament amb altres personalitats internacionals.

## Llistat d'obres (parcial)
- The New Revolutionaries: A Handbook of the International Radical Left Edited by Tariq Ali Library of Congress Catalog Card Number 79-79860 William Morrow and Company, Inc. New York 1969
- Pakistan: Military Rule or People's Power (1970) ISBN 978-0-224-61864-9
- The Coming British Revolution (1971) ISBN 978-0-224-00630-9
- 1968 and After: Inside the Revolution (1978) ISBN 978-0-85634-082-6
- Chile, Lessons of the Coup: Which Way to Workers Power (1978) ISBN 978-0-85612-107-4
- Trotsky for Beginners (1980) ISBN 978-0-906495-27-8
- Can Pakistan Survive?: The Death of a State (1983) ISBN 978-0-8052-7194-2; (1991) ISBN 978-0-86091-260-6
- Who's Afraid of Margaret Thatcher? In Praise of Socialism (1984) ISBN 978-0-86091-802-8
- The Stalinist Legacy: Its Impact on 20th-Century World Politics (1984) ISBN 978-0-931477-56-0
- An Indian Dynasty: The Story of the Nehru-Gandhi Family (1985) ISBN 978-0-399-13074-8
- Street Fighting Years: An Autobiography of the Sixties (1987) ISBN 978-0-00-217779-5
- Revolution from Above: Soviet Union Now (1988) ISBN 978-0-86091-268-2
- Iranian Nights (1989) ISBN 978-1-85459-026-8
- Moscow Gold (1990) ISBN 978-1-85459-078-7
- Redemption (1990) ISBN 978-0-7011-3394-8
- Shadows of the Pomegranate Tree (1992; 1st in the 'Islam Quintet') ISBN 978-0-7011-3944-5
- Necklaces (1992)
- Ugly Rumours (1998) ISBN 978-1-85459-426-6
- 1968: Marching in the Streets (1998) ISBN 978-0-7475-3763-2
- Fear of Mirrors Arcadia Books (4 Aug 1998) ISBN 978-1-900850-10-0; University of Chicago Press (10 Aug 2010) ISBN 978-1-906497-15-6
- The Book of Saladin (1998; 2nd in the 'Islam Quintet') ISBN 978-1-85984-834-0
- Snogging Ken (2000) ISBN 978-1-84002-163-9
- The Stone Woman (2000; 3rd in the 'Islam Quintet') ISBN 978-1-85984-764-0
- Masters of the Universe: NATO's Balkan Crusade (2000) ISBN 978-1-85984-752-7
- Clash of Fundamentalisms: Crusades, Jihads and Modernity (2002) ISBN 978-1-85984-679-7
- Bush in Babylon (2003) ISBN 978-1-85984-583-7
- Street-Fighting Years: An Autobiography of the Sixties (2005) ISBN 978-1-84467-029-1
- Speaking of Empire and Resistance: Conversations with Tariq Ali (2005) ISBN 978-1-56584-954-9
- Rough Music: Blair, Bombs, Baghdad, London, Terror (2005) ISBN 978-1-84467-545-6
- Conversations with Edward Said (2005) ISBN 978-1-905422-04-3
- A Sultan in Palermo (2005; featuring Muhammad al-Idrisi and Roger II of Sicily; 4th in the 'Islam Quintet') ISBN 978-1-84467-025-3
- The Leopard and the Fox (2006) ISBN 978-1-905422-29-6
- Pirates of the Caribbean: Axis of Hope (2006) ISBN 978-1-84467-102-1; revised ed. (2008) ISBN 978-1-84467-248-6
- A Banker for All Seasons: Bank of Crooks and Cheats Incorporated (2007) ISBN 978-1-905422-65-4
- The assassination: Who Killed Indira G? (2008) ISBN 978-1-905422-85-2
- The Duel: Pakistan on the Flight Path of American Power (2008) ISBN 978-1-84737-355-7
- The Protocols of the Elders of Sodom: and other Essays (2009) ISBN 978-1-84467-367-4
- The Idea of Communism (Non-fiction) (2009) ISBN 978-1-906497-26-2
- Night of the Golden Butterfly (2010; 5th in the 'Islam Quintet') ISBN 978-1-84467-611-8
- The Obama Syndrome: Surrender at Home, War Abroad (2010) ISBN 978-1-84467-449-7
- On History: Tariq Ali and Oliver Stone in Conversation (2011) ISBN 978-1-60846-149-3